# Tokyo Stock Exchange
Tokyo Stock Exchange ("Bursa de valori de la Tokio") este o bursă din Japonia, pe care sunt listate peste 2,280 de companii autohtone și străine. Pe data de 12 iulie 2007, capitalizarea companiilor listate era de 4.679 miliarde $, ceea ce înseamnă că Tokyo Stock Exchange era întrecută doar de grupul bursier NYSE Euronext.